# Vietnam, année du Cochon
Pour plus de détails, voir Fiche technique et Distribution.
Vietnam, année du Cochon (In the Year of the Pig) est un film documentaire américain réalisé par Emile de Antonio en 1968, relatif aux origines de la guerre du Viêt Nam. Le film a été nommé aux Academy Awards dans la catégorie « Meilleur documentaire ».
Ce film, en noir et blanc, contient de nombreuses archives et de nombreuses interviews comme celles de Harry S. Ashmore (en), Daniel Berrigan, Philippe Devillers, David Halberstam, Roger Hilsman (en), Jean Lacouture, Kenneth Landon (en), Thruston Ballard Morton (en), Paul Mus, Charlton Osburn, Harrison Salisbury, Ilya Todd, John Toller, David K. Tuck, David Werfel et du Marine John White . Sorti alors que la guerre battait son plein au Vietnam, le film fut accueilli avec beaucoup d’hostilité ; il y eut notamment des menaces à la bombe et du vandalisme dans des salles de cinéma. 

## Fiche technique
- Réalisation : Emile de Antonio
- Production : Emile de Antonio
- Musique originale : Steve Addiss
- Montage : Helen Levitt et Hannah Moreinis
- Pays :  États-Unis
- Langue : anglais
- Format : noir et blanc
- Durée : 101 minutes
- Dates de sortie : 
  -  États-Unis : 25 octobre 1968 (Boston, Massachusetts)
  -  États-Unis : 26 février 1969
  -  France : mai 1969 (Cannes Film Festival)

## Distribution
- Harry S. Ashmore (en) : lui-même - Chairman : Center for Democratic Institutions
- Daniel Berrigan : lui-même
- Joseph Buttinger : lui-même - France
- William R. Corson : lui-même - USMC, CIA
- Philippe Devillers : lui-même - France
- David Halberstam : lui-même - New York Times
- Roger Hilsman (en) : lui-même - Asst. Secretary of State
- Jean Lacouture : lui-même - France
- Kenneth Landon (en) : lui-même - State Dept
- Thruston Ballard Morton (en) : lui-même - US Senator
- Paul Mus : lui-même - Yale University
- Charlton Osburn : lui-même - State Dept., 1946
- Harrison Salisbury : lui-même - New York Times
- Ilya Todd : lui-même - Reporter au Nouvel Observateur
- John Toller : lui-même - Green Berets, Deserter
- David K. Tuck : lui-même - US Serviceman, Execution of Prisoners
- David Werfel : lui-même - University of Missouri
- John White : lui-même - USN, Tonkin Gulf Incident